# Heqin
L'Heqin, noto anche come alleanza matrimoniale, era una pratica storica degli imperatori cinesi che facevano sposare principesse, di solito membri di rami minori della famiglia regnante, con governanti degli stati vicini. Era spesso adottata come strategia di pacificazione con uno stato nemico troppo potente per essere sconfitto sul campo di battaglia, ma questa politica non fu sempre efficace. Implicava uno status diplomatico uguale tra l'imperatore e il sovrano dell'altro stato. Di conseguenza, era controversa ed ebbe molti critici.
Lou Jing (al quale fu successivamente concesso il cognome reale Liu 刘), l'architetto della politica, propose di concedere la figlia maggiore dell'imperatore Gaozu di Han al Modu Chanyu degli Xiongnu. La sua proposta venne adottata e attuata con un trattato nel 198 a.C., in seguito alla battaglia di Baideng di due anni prima. Wang Zhaojun, della dinastia Han, e la principessa Wencheng Kongjo, della dinastia Tang, sono state tra le più famose principesse "heqin".
Lo studioso del XX secolo, Wang Tonglin, ha elogiato l'heqin per aver facilitato la "fusione delle razze" in Cina.

## Dinastia Han
Ci furono un totale di quindici casi di alleanze matrimoniali heqin durante la dinastia Han.
- 200 a.C.: l'imperatore Gaozu di Han diede in moglie una "principessa" Han al capo Xiongnu, Modu Chanyu. Questa fu la prima evenienza registrata di un matrimonio heqin nella storia cinese.
- 192 a.C.: l'imperatore Hui di Han diede in sposa un'altra "principessa" Han al capo Xiongnu, Modu Chanyu.
- 176 a.C.: l'imperatore Wen di Han diede in sposa una terza "principessa" Han al capo Xiongnu, Modu Chanyu.
- 174 a.C.: l'imperatore Wen di Han diede in sposa una "principessa" Han al capo di Xiongnu, Laoshang Chanyu, e portò con sé un eunuco Yan, di nome Zhonghang Yue, come suo tutore.
- 162 a.C.: l'imperatore Wen di Han diede in sposa un'altra "principessa" Han al capo di Xiongnu, Laoshang Chanyu.
- 160 a.C.: l'imperatore Wen di Han diede in sposa una "principessa" Han al capo Xiongnu, Gunchen Chanyu.
- 156 a.C.: l'imperatore Jing di Han diede in sposa un'altra "principessa" Han al capo Xiongnu, Gunchen Chanyu.
- 155 a.C.: l'imperatore Jing di Han diede in sposa una terza "principessa" Han al capo Xiongnu, Gunchen Chanyu.
- 152 a.C.: l'imperatore Jing di Han diede in sposa una quarta "principessa" Han al capo Xiongnu, Gunchen Chanyu.
- 140 a.C.: l'imperatore Wudi di Han diede in sposa una "principessa" Han al capo Xiongnu, Gunchen Chanyu.
- 108 a.C.: l'imperatore Wudi di Han diede in sposa Liu Xijun (刘 细 君 130–101 a.C.), figlia di Liu Jian (刘建), principe di Jiangdu (江都 王 m. 121 a.C.), nipote del principe Yi di Jiangdu, a Liejiaomi, re di Wusun.
- 103 a.C.: l'imperatore Wudi di Han diede in sposa Liu Jieyou (刘 解忧 121–49 a.C.) al re Junxumi di Wusun (nipote di Liejiaomi). Dopo la morte di Junxumi nel 93 a.C., la principessa Jieyou, secondo la tradizione Wusun, sposò il suo successore (e fratello minore), il re Wengguimi. Dopo la morte di Wengguimi nel 60 a.C., la principessa Jieyou si risposò di nuovo con il successore di Wengguimi, il re Nimi (figlio di Junximi e una principessa Xiongnu).
- 33 a.C.: l'imperatore Yuan di Han diede in sposa Wang Zhaojun (王昭君 52 a.C. - 15), una signora dell'harem imperiale, al capo Xiongnu, Huhanye. Dopo la morte di Huhanye nel 31 a.C., si risposò con il successore di Huhanye (suo figlio dalla prima moglie e quindi figliastro) Fuzhuleiruodi Chanyu.

### Xiongnu
Gli Xiongnu praticavano alleanze matrimoniali con ufficiali e funzionari della dinastia Han. La sorella maggiore di Chanyu (il sovrano Xiongnu) era sposata con il generale Xiongnu Zhao Xin, il marchese di Xi che era al servizio della dinastia Han. La figlia di Chanyu si era sposata con il generale cinese Han Li Ling dopo che si era arreso e aveva disertato. I khagani yenisei kirghisi sostenevano di discendere da Li Ling. Un altro generale cinese Han che aveva disertato a favore dello Xiongnu era stato Li Guangli che aveva sposato una figlia del Chanyu.

## Regno di Khotan

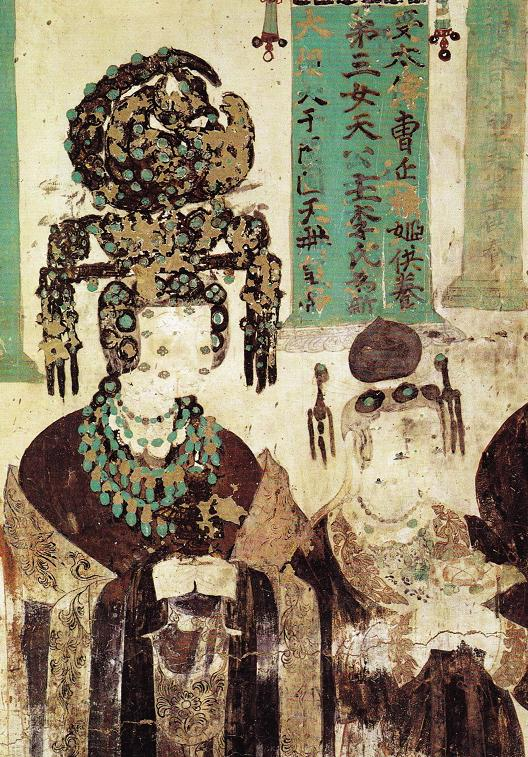
Una figlia del re di Khotan sposata con il sovrano di Dunhuang, Cao Yanlu, è qui mostrata con un elaborato copricapo decorato con pezzi di giada. Murale nella grotta di Mogao 61, V dinastia.

La famiglia cinese Cao, che governava il Circuito Guiyi, stabilì alleanze matrimoniali con il Regno Saka di Khotan, con entrambi i sovrani Cao che sposarono principesse Khotan e con principesse Cao che sposarono sovrani Khotan. Una principessa Khotan, figlia del re di Khotan, sposò Cao Yanlu.

## Sedici regni
Durante il periodo dei Sedici Regni, ci furono un totale di sei casi registrati di matrimonio "heqin". Le alleanze matrimoniali Heqin durante il periodo dei Sedici Regni differivano da quelle praticate durante la dinastia Han in due modi principali. In primo luogo, coinvolsero principesse "reali" (cioè figlie di imperatori o sovrani). In secondo luogo, a differenza della dinastia Han, quando la maggior parte dei matrimoni heqin avevano lo scopo di stabilire la pace con nazioni straniere, i matrimoni heqin durante il periodo dei Sedici Regni furono fatti principalmente per risolvere le rivalità e mantenere un equilibrio di potere tra i vari stati in Cina in quel momento.
- Fu Jian (337–385), l'imperatore Xuanzhao dell'ex Qin, diede in sposa una delle sue figlie a Yang Ding, sovrano dello stato di Chouchi.
- Fu Deng, l'imperatore Gao dell'ex Qin, diede in sposa la sua sorella minore, principessa Dongping (东 平 公主) a Qifu Gangui, principe del Qi occidentale.
- Nel 441, Feng Ba, l'imperatore Wencheng dello Yan settentrionale, diede in sposa sua figlia, la principessa Lelang (乐 浪 公主), a Yujiulü Hulü, Khan Aidougai di Rouran.
- Nel 415, Yao Xing, l'imperatore Wenhuan di Qin, diede in sposa sua figlia, la principessa Xiping (西 平 公主), all'imperatore Mingyuan del Wei settentrionale. Poiché non fu in grado di forgiare una statua d'oro con le sue stesse mani, non fu mai formalmente imperatrice, ma fu comunque riconosciuta e rispettata come la moglie dell'imperatore Mingyuan, la consorte Yao.
- Qifu Chipan, il principe Wenzhao del Qin occidentale, diede in sposa sua figlia, la principessa Xingping (兴平 公主), a Juqu Mengxun, il figlio del principe del Nord Liang, Juqu Xingguo.
- Nel 433: Juqu Mengxun, principe del Liang settentrionale, diede in sposa sua figlia, la principessa Xingping (兴平 公主), all'imperatore Taiwu del Wei settentrionale e divenne la concubina dell'Imperatore Taiwu.

## Dinastie del nord e del sud
Durante il periodo delle dinastie del nord e del sud, la Cina era divisa in molti stati rivali. Esisteva un complicato sistema di rivalità e vassallaggio. Il matrimonio Heqin veniva impiegato come metodo per mantenere un equilibrio di potere o per consolidare le alleanze tra gli stati.
Durante le dinastie del nord e del sud, ci furono cinque casi di matrimonio heqin.
- Nel 428, l'imperatore Mingyuan del Wei settentrionale diede in sposa sua figlia, la principessa Shiping (始 平 公主), a Helian Chang, imperatore di Xia.
- Nel 437, l'imperatore Mingyuan del Wei settentrionale diede in sposa sua figlia, la principessa Wuwei (武威 公主), a Juqu Mujian, principe Ai di Hexi, ultimo sovrano dello stato del Liang settentrionale, nota come principessa Tuoba.
- La principessa Lanling (兰陵 公主), una "principessa" della famiglia imperiale del Wei settentrionale, sposò il Khagan del Rouran, Yujiulü Anagui.
- La principessa Qianjin (千金 公主), figlia di Yuwen Zhao, principe di Zhao (赵王宇 文 招) e uno dei membri della famiglia imperiale del Dinastia Zhou Settentrionale, sposò Ishbara, Khagan del Khaganato turco orientale.
- Nel 582, l'Imperatore Ming del Liang Occidentale diede in sposa sua figlia, la principessa Xiao, a Yang Guang, principe di Jin, secondogenito dell'Imperatore Ming, Wen di Sui. Divenne Imperatrice Xiao di Sui dopo la sua ascesa al trono del marito come Imperatore Yang di Sui.

### Wei settentrionale
La famiglia reale Xianbei Tuoba, del Wei settentrionale, iniziò a organizzare, per le élite cinesi Han, matrimoni con le figlie della famiglia reale negli anni 480. Più del cinquanta per cento delle principesse Tuoba Xianbei del Wei settentrionale erano sposate con uomini cinesi Han meridionali delle famiglie imperiali e di aristocratici della Cina delle Dinastie del Nord e del Sud che avevano disertato e si erano trasferiti al nord per unirsi al Wei settentrionale. Alcuni reali cinesi Han esiliati fuggirono dalla Cina meridionale e disertarono verso gli Xianbei. Diverse figlie dell'imperatore Xianbei, Xiaowen del Wei settentrionale, erano sposate con élite cinesi Han. Il reale Liu Song cinese Han Liu Hui 刘辉, sposò la principessa Lanling 蘭陵 公主 del Wei settentrionale, la principessa Huayang 華陽 公主 sposò Sima Fei 司馬 朏, un discendente dei reali della dinastia Jin (265–420), la principessa Jinan 濟南 公主 sposò Lu Daoqian 盧 道 虔, la principessa Nanyang 南阳 长 公主 andò in sposa a Xiao Baoyin萧 宝 夤, un membro della famiglia reale del Qi meridionale. La sorella dell'imperatore Xiaozhuang del Wei settentrionale, la principessa Shouyang, sposò il sovrano della dinastia Liang, l'imperatore Wu di Liang, Xiao Zong 蕭 綜.
Quando la dinastia Jin orientale si estinse, il Wei settentrionale ricevette il principe Jin Sima Chuzhi (司馬楚之) come rifugiato. Una principessa Wei del Nord sposò Sima Chuzhi, dando alla luce Sima Jinlong (司馬金龍). La figlia del re del Liang settentrionale Juqu Mujian, sposò Sima Jinlong.

### Rouran
Il Khaganate Rouran fece in modo che una delle sue principesse, la figlia di Khagan Yujiulü Anagui,  principessa Ruru 蠕蠕 公主, si sposasse con il sovrano cinese Han, Gao Huan del Wei orientale.

## Gaochang
Il Regno di Gaochang venne creato da coloni cinesi Han e governato dalla famiglia Han cinese Qu, originaria del Gansu. La commenda di Jincheng (金城 a Lanzhou), distretto di Yuzhong (榆中) era la sede dei Qu Jia. La famiglia Qu era legata da alleanze matrimoniali ai turchi, e la nonna del re Qu Boya era turca.

## Dinastia Sui
Con l'istituzione della dinastia Sui, nel 581, gran parte della Cina fu nuovamente unificata sotto un'unica dinastia. Il matrimonio Heqin durante la dinastia Sui tornò quindi al suo scopo originario di cercare di placare le tribù barbare che circondavano i Sui. Durante la dinastia ci furono un totale di sette casi di matrimonio heqin.
- Nel 597, l'Imperatore Wen di Sui diede in sposa la principessa Anyi (安义公 主), una "principessa" imperiale, a Yami Qaghan, Khagan del Khaganato Turco Orientale. Fu assassinata da Yung Yu nel 599
- Nel 599, l'imperatore Wen di Sui diede in sposa un'altra principessa Sui, la principessa Yicheng (义 成 公主), figlia di un membro del clan imperiale Sui, a Yami, Khagan del Khaganato turco orientale. Dopo la sua morte, nel 609, la principessa Yicheng, in conformità con l'usanza di Göktürk del matrimonio levirato, si risposò con il successore e figlio di Yami Qaghan (da un'altra moglie), Shibi Qaghan. Dopo la morte di Shibi Qaghan, nel 619, la principessa Yicheng si risposò nuovamente con il successore di Shibi Qaghan e fratello minore, Chuluo. Dopo la morte del khagan, nel 621, la principessa Yicheng si risposò, per la quarta e ultima volta, con il suo successore e fratello minore, Illig Qaghan, che si ribellò contro Tang China e fu catturato e ucciso nel 630.
- L'imperatore Yang di Sui diede in sposa la principessa Xinyi (信义 公主), una "principessa" Sui, ad Heshana Khan, Khagan del Khaganato turco occidentale.
- L'imperatore Yang di Sui diede in sposa la figlia più giovane, principessa Huainan (淮南 公主), al nuovo erede, il figlio maggiore di Shibi, Tuli.
- Nel 596, l'imperatore Wen di Sui diede in sposa la principessa Guanghua (光化 公主), una "principessa" Sui, a Murong Shifu, khagan di Tuyuhun. Dopo l'assassinio di Murong Shifu, nel 597, la principessa Guanghua si risposò con il successore e fratello minore di Murong Shifu, Murong Fuyun.
- L'imperatore Yang di Sui diede in sposa una "principessa" Sui a Qu Boya, sovrano della città oasi di Gaochang nel Deserto del Taklamakan.

## Dinastia Tang
Durante la dinastia Tang, le alleanze matrimoniali heqin erano rivolte principalmente ai Tuyuhun, all'Impero tibetano, ai Khitani e agli alleati Kumo Xi, al Khaganato uiguro e al Regno di Nanzhao.
Ci furono un totale di ventuno casi di alleanze matrimoniali heqin durante la dinastia Tang, tra cui:
- Nel 640, l'imperatore Taizong di Tang diede in sposa la principessa Honghua (弘化 公主) a Murong Nuohebo, Khan di Tuyuhun.
- Nel 641, l'imperatore Taizong di Tang diede in sposa la principessa Wencheng Kongjo all'imperatore Songtsän Gampo del Tibet.
- Nel 642, l'imperatore Taizong propose il matrimonio della sua quindicesima figlia, la principessa Xinxing (新兴 公主), a Zhenzhu Khan, Khan di Xueyantuo, ma l'heqin fu rifiutato.
- Nel 664, l'imperatore Gaozong di Tang diede in sposa Lady Jincheng (金城 县 主), la terza figlia di Li Dao'en, principe di Guiji (会稽 郡王 李道恩), al principe Sudumomo di Tuyuhun (吐谷浑 王子 苏 度 摸 末).
- Nel 664, l'Imperatore Gaozong diede in sposa Lady Jinming (金 明 县 主), la figlia di un membro del clan imperiale Tang, al principe Talumomo di Tuyuhun (吐谷浑 王子 闼 卢 摸.).
- Nel 698, una figlia di Qapaghan, Khagan del secondo Khaganato orientale turco sposò il pronipote dell'Imperatrice Wu, Wu Chengsi, principe di Huaiyang (淮阳王武延秀).
- Nel 703, una figlia di Qapaghan Khagan sposò il figlio maggiore del principe ereditario Li Dan, Li Chengqi, principe di Song.
- Nel 709, l'imperatrice Wu Zetian diede in sposa sua pronipote, la principessa Jincheng (金城 公主), figlia di suo nipote Li Shouli, principe di Bin, all'imperatore Me Agtsom del Tibet
- Nel 712, l'imperatore Ruizong di Tang diede in sposa sua nipote, la principessa Jinshan (金山 公主), figlia di suo figlio Li Chengqi, a Qapaghan Khagan.
- Nel 717, l'Imperatore Xuanzong di Tang diede in sposa la principessa Yongle (永乐 公主),  figlia di Yang Yuansi (杨元嗣) e di una figlia di Li Xu, Principe di Dongping (东平王 李 续, figlio di Li Shen, Principe di Ji, diciassettesimo figlio dell'Imperatore Taizong), a Li Shihuo (李 失 活), capo dei Khitani.
- Nel 717, la principessa Jianghe (交 河 公主), figlia di Ashina Nahuaidao, 10° Khagan del Khaganate turco occidentale, sposò Sulu Khan, Khagan di Turgesh.
- Nel 722, l'imperatore Xuanzong di Tang di fede in sposa la principessa Yanjun (燕 郡 公主) (cognome Murong (慕容)), una "principessa" Tang, al principe Khitan Li Yuyu (李郁 于).
- Nel 726, l'imperatore Xuanzong diede in sposa sua nipote, la principessa Donghua (东华 公主, cognome Chen 陈), al principe Khitan Li Shaogu (李 邵 固).
- Nel 726, l'Imperatore Xuanzong diede in sposa la principessa Dongguang (东 光 公主), figlia del primo cugino dell'Imperatore Xuanzong, a Li Lusu (李鲁苏), sovrano di Kumo Xi.
- Nel 744, l'imperatore Xuanzong diede in sposa la principessa Heyi (和 义 公主), una figlia di Li Can, magistrato di Gaocheng (告 城 县令 李 参), ad Axilan Dagan (阿 悉 烂 达 干), re di Ningyuan (宁远国 王) nella Valle di Fergana.
- Nel 745, l'imperatore Xuanzong diede in sposa sua nipote, la principessa Jingle (静 乐 公主, figlia della sua quindicesima figlia, la principessa Xincheng 信 成 公主 e Dugu Ming 独孤 明), al principe del Khitan Li Huaixiu (李怀秀).
- Nel 745, l'Imperatore Xuanzong diede in sposa la principessa Yifang (宜芳 公主), figlia della principessa Changning (长宁 ), figlia dell'Imperatore Zhongzong di Tang ) e Yang Shenjiao (杨慎 交), al principe Khitan Li Yanchong (李延 宠).
- Nel 756, la principessa Pijia (毗 伽 公主), figlia di Bayanchur, Khagan dell'Uyghur Khaganate, sposò Li Chengcai (李承采), principe di Dunhuang (敦煌 王 李承 采), figlio di Li Shouli, principe di Bin.

## Dinastie Liao, Song e Jin

### Dinastia Song
La Dinastia Liao di Khitan chiese a una principessa Song di sposare l'imperatore Liao nei negoziati che portarono al Trattato di Shanyuan ma la dinastia Song si rifiutò di dare in sposa una principessa. La dinastia Dinastia Jīn in seguito si ribellò alla dinastia Liao, saccheggiò e distrusse la capitale suprema dei Liao e bruciò le tombe ancestrali degli imperatori Liao. L'imperatore Tianzuo di Liao venne giustiziato dagli Jurchen durante una partita di polo. Anche le principesse imperiali Liao della famiglia Yelü e della famiglia Xiao furono date ai principi Jin come concubine. Wanyan Liang sposò le donne Khitan, Lady Xiao (蕭 氏), consorte Chen (宸 妃), Lady Yelü (耶律 氏), consorte Li (麗妃), Lady Yelü (耶律 氏), consorte Rou (柔 妃) e Lady Yelü (耶律 氏) e Zhaoyuan (昭 媛).
Gli Jurchen attaccarono quindi la dinastia Song del Nord nell'incidente Jingkang e sequestrarono un gran numero di componenti della famiglia imperiale Song. Le principesse Song furono date in sposa a principi Jurchen come l'imperatore Xizong di Jin. I principi cinesi maschi Song, che furono catturati, ricevettero donne Khitan da sposare dal palazzo della dinastia Liao Jurchen, che avevano anche sconfitto e conquistato il Khitan. Le mogli Han dei principi Song furono ripudiate e sostituite con quelle Khitan. Uno dei figli dell'Imperatore Huizong di Song ricevette una consorte Khitan dal palazzo Liao, e un altro dei suoi figli ricevette una principessa Khitan dai Jin. Gli Jurchen continuarono a dare nuove mogli ai reali di Song catturati, nipoti e figli dell'Imperatore Huizong di Song dopo che avevano portato via le loro mogli cinesi. I Jin dissero ai reali Song che erano fortunati perché i reali Liao venivano trattati molto peggio rispetto ai reali cinesi Song. I soldati Jurchen ricevettero in dono i figli dell'Imperatore Tianzuo di Liao mentre l'Imperatore Song fu autorizzato a mantenere i suoi figli mentre era in cattività.

### Dinastia Liao
La Dinastia Liao fece in modo che le donne del clan Xiao della consorte reale Khitan sposassero membri del clan cinese Han 韓, originario di Jizhou 冀州 prima di essere conquistato dai Khitan e diventare parte dell'élite cinese Han dei Liao.
La famiglia Han Chinese Geng, imparentata con il Khitan e il clan Han 韓, diede due delle sue donne come mogli a Geng Yanyi e la seconda era la madre di Geng Zhixin. La sorella dell'imperatrice Rende, un membro del clan Xiao, era la madre del generale cinese Han Geng Yanyi.
Han Durang (Yelu Longyun) era il padre della regina vedova dello Stato di Chen, che era la moglie del generale Geng Yanyi e fu sepolta con lui nella sua tomba a Zhaoyang nel Liaoning. Sua moglie era anche conosciuta come "Madame Han". La tomba di Geng si trova a Liaoning a Guyingzi nel Chaoying.

### Regno uiguro di Ganzhou
La famiglia cinese Cao, che governava il Circuito Guiyi, stabilì alleanze matrimoniali con gli uiguri del regno di Ganzhou, con entrambi i sovrani Cao che sposarono principesse uiguri e con le principesse Cao che sposarono sovrani uiguri. La figlia dell'Uighur Khagan Ganzhou sposò Cao Yijin nel 916.

## Dinastia Yuan
La figlia dell'imperatore Wanyan Yongji dello Jurchen Jin, la principessa Qiguo, si era sposata con Gengis Khan in cambio della rimozione dell'assedio mongolo su Zhongdu (Pechino) nell'ambito della conquista mongola della dinastia Jin.
L'imperatore Gong di Song si arrese alla dinastia Yuan nel 1276 e si sposò con una principessa mongola della famiglia reale Borjigin della dinastia Yuan. Zhao Xian ebbe un figlio con la donna mongola Borjigin, Zhao Wanpu. Il figlio di Zhao Xian, Zhao Wanpu, fu tenuto in vita dai mongoli a causa dell'ascendenza reale mongola Borjigin di sua madre anche dopo che Zhao Xian fu condannato a morte dall'imperatore mongolo Yingzong. Invece Zhao Wanpu fu solo inviato in esilio. Lo scoppio della ribellione dei turbanti rossi lealisti di Song, nell'Henan, portò alla raccomandazione, di un censore imperiale nel 1352, che Zhao Wanpu dovesse essere trasferito da qualche altra parte. Lo Yuan non voleva che i ribelli cinesi mettessero le mani su Zhao Wanpu, quindi a nessuno fu permesso di vederlo e la famiglia di Zhao Wanpu e lui stesso furono esiliati a Shazhou vicino al confine dall'impero Yuan. Paul Pelliot e John Andrew Boyle hanno commentato il capitolo I successori di Gengis Khan di Rashid-al-Din Hamadani nella sua opera Jami 'al-tawarikh, identificando riferimenti da Rashid al-Din a Zhao Xian nel suo libro in cui menziona un sovrano cinese che era un "emiro" e genero del Qan (Khan) dopo essere stato rimosso dal suo trono dai Mongoli e, nel libro, è anche chiamato "Monarca di Song", o "Suju" (宋 主; Songzhu).
Il re di Dali, Duan Gong, era sposato con la principessa mongola Borjigin Agai, figlia del principe mongolo di Liang della dinastia Yan, Basalawarmi. Ebbero un figlio e una figlia, Duan Sengnu, e i loro figli erano anche chiamati Duan Qiangna e Duan Bao. Duan Sengnu crebbe Duan Bao per vendicarsi di Basalawarmi per ll'uccisione di Duan Gong. Sulla base di questi eventi è stata scritta un'opera teatrale. Secondo i documenti Yuan, la famiglia Duan era originariamente cinese Han della commamderia Wuwei, di Gansu. Anche altre famiglie Duan provenivano dallo Wuwei.

## Dinastia Ming
Il capo Oirat, Esen Taishi, catturò l'imperatore Zhengtong della dinastia Ming e cercò di costringerlo a sposare la sorella di Esen in un matrimonio heqin per poi rimetterlo a Pechino con la sua nuova moglie ma l'imperatore rifiutò la proposta di matrimonio.
Un racconto mongolo nell'Altan Tobchi diceva che l'imperatore Zhengtong aveva avuto un figlio con una donna mongola che aveva sposato mentre era prigioniero.
Il capo mongolo Ordos, di Gün-bilig e Rinong (Jinong), diede in matrimonio a Wang San (王 三), figlio dell'ufficiale dell'esercito di Datong, Wang Duo (王) una ragazza mongola poiché Rinong voleva resistere a Wang San e farlo così rimanere con i mongoli. I Ming arrestarono e giustiziarono Wang San, nel 1544, per aver guidato i soldati mongoli. Costruttori, falegnami, ufficiali e prigionieri importanti come l'imperatore Ming Zhengtong ricevevano spesso mogli mongole.

## Dinastia Qing
Nella dinastia Qing, i coniugi preferiti per le figlie imperiali erano i mongoli piuttosto che gli Han. Più del 58 per cento dei generi imperiali erano mongoli. I Manciù consideravano i mongoli come loro "fratelli" poiché condividevano lingue e culture simili. Nel primo periodo dei Qing, si verificarono una grande quantità di matrimoni misti tra i due gruppi, e i governanti manciù usarono questo legame per ottenere il sostegno militare dei mongoli. Il matrimonio avvantaggiò anche la dinastia Qing nell'espansione del suo impero in Mongolia e più a ovest nell'Asia interna. Il matrimonio tra principesse manchu e principi mongoli continuò fino alla fine della dinastia Qing, sebbene divenisse meno importante dopo il XVIII secolo a causa del declino dell'influenza politica e militare dei mongoli.
I generali cinesi Han che disertavano a favore dei Manciù all'inizio della dinastia Qing, erano a volte sposati con figlie imperiali, sebbene questo era molto meno frequente rispetto al caso in cui le donne Aisin Giroro si sposavano con aristocratici mongoli o altra élite manciù. A differenza dei matrimoni tra Manciù e Mongoli che durarono per tutta la dinastia Qing, i matrimoni tra le figlie dell'Imperatore e i generali Han cessarono prima del 1750.
Il clan imperiale Manchu Aisin Gioro praticava alleanze matrimoniali con i generali cinesi Han Ming e i principi mongoli. Le donne di Aisin Gioro erano sposate con generali cinesi Han che avevano disertato verso la parte Manchu durante la transizione da Ming a Qing. Il capo Manchu Nurhaci diede in sposa una delle sue nipoti, una figlia di Abatai, al generale Ming Li Yongfang, l'antenato di Li Shiyao (李侍堯). La progenie di Li ricevette il titolo di "Visconte di terza classe" (三等子爵) dopo aver consegnato Fushun a Liaoning ai Manciù nel 1618. Un matrimonio di massa di ufficiali e funzionari cinesi Han con donne Manchu, costituito da 1.000 coppie, fu organizzato dal principe Yoto (principe Keqin) e Hongtaiji, nel 1632, per promuovere l'armonia tra i due gruppi etnici. Le donne di Aisin Gioro erano sposate con i figli dei generali cinesi Han Sun Sike (孫思克), Geng Jimao, Shang Kexi e Wu Sangui.
Il grado "Dolo efu" 和 碩 額 駙 venne assegnato ai mariti delle principesse Qing. Geng Zhongming, un alfiere Han, venne insignito del titolo di principe Jingnan, e suo figlio Geng Jingmao riuscì a far diventare entrambi i suoi figli, Geng Jingzhong e Geng Zhaozhong 耿昭忠, assistenti di corte sotto l'imperatore Shunzhi e a sposare donne Aisin Gioro. La nipote del principe Abatai sposò Geng Zhaozhong 耿昭忠 e la figlia di Haoge (un figlio di Hong Taiji) sposò Geng Jingzhong. Una figlia di 和硕柔嘉公主, principe Manchu Aisin Gioro Yolo 岳樂|岳樂 (principe An) era sposata con Geng Juzhong, un altro figlio di Geng Jingmao.
La quarta figlia di Kangxi (和硕悫靖公主) era sposata con il figlio (孫承恩) del cinese Han, Sun Sike (孫思克).
La figlia del Duca Imperiale assistente di Stato (宗室 輔國公) Aisin Gioro Suyan (蘇 燕) era sposata con il generale di bandiera cinese Han Nian Gengyao. Era la pronipote del principe Manchu Ajige.
La quarta figlia del principe Manchu Aisin Gioro, Yuntang, sposò il cinese Han Zhao Shiyang (趙世揚) nel 1721. La prima figlia del principe Manchu Aisin Gioro, Yunsi, sposò il cinese Han Sun Wufu (孫五福) nel luglio/agosto 1724. La principessa Manchu Aisin Gioro, Yunzhi, seconda figlia del principe Zhi, sposò il cinese Han Li Shu'ao (李淑 鰲) nel settembre/ottobre 1707 e la sua quarta figlia sposò l'Han cinese Sun Cheng'en (孫承恩) nel febbraio/marzo 1710.